# Ángela Prieto
Ángela Cecilia Prieto Larraín (Santiago, 22 de marzo de 1978) es una actriz de televisión y modelo chilena. 

## Biografía
Es hija de María Cecilia Larraín Coddou. Tiene una hermana María José Prieto; también actriz, y dos medios hermanos, Paz y Benjamín Ramírez (hijos de su madre con José Agustín Ramírez Cepeda).  
Es nieta de Joaquín Larraín Gana; coronel del Ejército de Chile y agente de la Dirección de Inteligencia del Ejército (DINE), condenado en 2017 por la Corte de Apelaciones de Santiago y ratificado en 2024 por la Corte Suprema de Chile con penas de 15 años y un día de presidio, en calidad de autor de los siete delitos, en carácter de crímenes de lesa humanidad con armas químicas durante la dictadura cívico-militar de Augusto Pinochet. Es sobrina de Joaquín Larraín Coddou; jinete.
Cursó sus estudios básicos en el Villa María Academy hasta 1985. Luego, cursó un posgrado de actuación en el Centro de Investigación Teatro La Memoria, de Alfredo Castro.

## Vida personal
Entre 2007 y 2016, mantuvo una relación con el también actor Ricardo Fernández, con el cual tuvo una hija: Luisa Fernández Prieto (n. 2011).

## Televisión
| Año  | Teleserie            | Rol                | Canal       | Ref. |
| ---- | -------------------- | ------------------ | ----------- | ---- |
| 2005 | Gatas y tuercas      | Fátima Sousa       | Canal 13    |      |
| 2007 | Fortunato            | Ignacia Ibarra     | Mega        |      |
| 2008 | Mala conducta        | Olivia Inostroza   | Chilevisión |      |
| 2009 | Sin anestesia        | Antonia Valenzuela | Chilevisión |      |
| 2014 | El amor lo manejo yo | Andrea Greene      | TVN         |      |

| Año  | Series                          | Rol               | Canal       | Ref. |
| ---- | ------------------------------- | ----------------- | ----------- | ---- |
| 2005 | Los simuladores                 | Mariana Ventura   | Canal 13    |      |
| 2014 | Pulseras rojas                  | Antonia           | TVN         |      |
| 2017 | 12 días que estremecieron Chile | Josefina          | Chilevisión |      |
| 2018 | Casa de Ángelis                 | Marina Di Angelis | TVN         |      |

### Programas
- Año 0 (reality show) (Canal 13, 2011) - Coanimadora
- Lista de Novios (13C, 2014) - Animadora